# 朱滿月
朱滿月（547年—586年），北周宣帝宇文贇的五個皇后之一，靜帝宇文衍之母。吳人，因家人有罪而沒入宮中，分派到東宮为粗使婢女，為當時還是太子的宇文贇職掌更衣之事，因而发生了关系，在573年生下宇文衍。
朱滿月比宇文贇大十二歲，加上出身仅仅是有罪的百姓，身份地位都相當卑賤，因此宇文贇對她實在沒有感情可言，在當上皇帝以後並沒有給她尊貴的封號。後來宇文贇將皇位讓給宇文衍，自稱天元皇帝，因朱滿月身為皇帝母親的身份，而在大象元年（579年）四月封她為「天元帝后」，七月又改稱為「天皇后」，第二年二月又改稱「天大皇后」，地位僅次於宇文贇的元配楊麗華。
宇文贇過世後，他的四名平妻中的三人皆出家為尼，只有朱滿月作為嗣皇帝宇文衍的生母暫未出家，被尊為帝太后。楊堅篡位後，杀害了宇文衍，朱滿月也出家為尼，法號法淨。開皇六年（586年）在忧郁中坐化，年四十歲，以尼禮進行後事，葬在長安城西方。

## 延伸阅读
[在维基数据编辑]
 《北史·卷014》，出自李延壽《北史》